# Jim Herd
James Herd, meglio conosciuto come Jim Herd (13 agosto 1932), è un imprenditore, produttore televisivo e promoter di wrestling statunitense, noto per i suoi trascorsi tra il 1988 e il 1992 nella World Championship Wrestling, dove ha ricoperto il ruolo di vicepresidente esecutivo.
Ex dirigente di Pizza Hut, Herd entrò nella compagnia nel 1988 a seguito dell'acquisizione da parte della Turner Broadcasting della Jim Crockett Promotions affiliata alla National Wrestling Alliance. Tuttavia, il suo periodo da dirigente WCW è stato controverso e criticato da wrestler, addetti ai lavori e fan.

## Inizio e carriera
Prima del suo impiego in WCW, Herd era stato un dirigente dell'emittente televisiva locale KPLR-TV di St. Louis, che all'epoca trasmetteva lo show Wrestling at the Chase. In seguito lavorò come manager nella catena Pizza Hut.

## World Championship Wrestling
Nel 1988 Herd fu assunto dalla World Championship Wrestling in qualità di vicepresidente esecutivo, grazie alla sua amicizia con il dirigente della Turner Jack Petrik. Il suo incarico cominciò ufficialmente il 3 gennaio 1989.

### Critiche
Molte personalità nell'ambiente del wrestling, fan, lottatori ed addetti ai lavori hanno criticato apertamente Herd per la sua mancanza di conoscenza del wrestling professionistico, la mancanza di rispetto per i lottatori affermati e la completa riluttanza a imparare o ascoltare chiunque avesse più esperienza nel settore. Ric Flair in particolare ha affermato che Herd "non sapeva nulla di wrestling, a parte il fatto che la rete televisiva che gestiva aveva un programma di wrestling che faceva buoni ascolti". Durante il suo periodo in WCW, Herd tentò di competere con Vince McMahon e la sua World Wrestling Federation introducendo lo stesso tipo di gimmick che facevano all'epoca parte della federazione di McMahon, alienandosi gran parte dello zoccolo duro dei fan NWA, amanti di un wrestling "più adulto". Per esempio, cercò di introdurre un tag team chiamato The Hunchbacks (con la gimmick dei due lottatori che non potevano essere schienati perché le loro gobbe impedivano alle loro spalle di toccare il tappeto del ring) ma l'idea fu scartata dalla commissione creativa della WCW. Quindi, introdusse il personaggio di Big Josh, un boscaiolo che arrivava sul ring insieme a degli orsi ammaestrati danzanti. Stan Hansen lasciò la compagnia per tornare nella All Japan Pro Wrestling quando gli fu proposto di entrare a far parte di una stable comica di cowboy chiamata The Desperados. Jim Cornette voleva che i Midnight Express entrassero nella fazione Four Horsemen, mossa che avrebbe dato una spinta alla squadra già consolidata, ma lui e Stan Lane uscirono dall'organizzazione nell'ottobre 1990, lasciando da solo Bobby Eaton, dopo che Herd li aveva incolpati dei suoi numerosi fallimenti. Persino i Road Warriors, come riferito da Animal nel DVD biografico Road Warriors della WWE Home Video, litigarono con Herd e si dimisero dalla WCW nel giugno 1990.

### Rapporti con Ric Flair
Jim Herd era in pessimi rapporti soprattutto con l'allora campione NWA World Heavyweight Ric Flair. Secondo Flair, Herd voleva che abbandonasse completamente il suo personaggio di "Nature Boy", tagliandosi i caratteristici lunghi capelli biondi, e adottando la gimmick di un gladiatore romano di nome "Spartacus" per restare, a detta di Herd, "al passo coi tempi". Flair si rifiutò categoricamente e il collega Kevin Sullivan commentò ironicamente: «Mentre lo facciamo [il cambio di gimmick di Flair], perché non andiamo allo Yankee Stadium e cambiamo il numero di Babe Ruth?». Herd pensava che l'epoca di Flair come main eventer fosse finito e che le nuove star della federazione dovevano essere Sting e Lex Luger. Questo feud nel backstage arrivò a un punto di rottura quando durante la rinegoziazione del contratto a Flair fu proposta una riduzione dell'ingaggio. Egli si rifiutò anche di perdere il titolo con Luger come voleva Herd, dicendo che lo aveva promesso a Sting e in precedenza anche lo stesso Herd si era detto d'accordo. Flair tentò un compromesso con Herd e si offrì di cedere la cintura NWA a Barry Windham, sentendo che Windham era stato a lungo ignorato e meritava un regno da campione. Tuttavia, il 1º luglio 1991, due settimane prima di Great American Bash, Herd licenziò Flair dalla WCW e lo privò del titolo WCW World Heavyweight Championship. Però Flair era ancora fisicamente in possesso della cintura e decise di portarla con sé in WWF, cosa mai accaduta prima. Flair telefonò a Vince McMahon della rivale World Wrestling Federation per informarlo della sua situazione. McMahon gli offrì un contratto a patto che Flair mostrasse la cintura NWA nei programmi televisivi WWF.
La questione con Flair risultò in una causa tra le due società, ma alla fine questa fu archiviata. Nel DVD WWE del 2008 Nature Boy Ric Flair: The Definitive Collection, Flair ha detto di aver mantenuto la "Big Gold Belt" perché non gli era stato rimborsato il deposito iniziale di 25.000 dollari versato per il titolo NWA, più gli interessi, che ammontavano a 38.000 dollari. Herd si dimise dalla WCW l'8 gennaio 1992, e fu sostituito da Kip Allen Frey. Flair tornò in WCW nel febbraio 1993.